# Dave Van Ronk
Dave Van Ronk (Brooklyn, 1936. június 30. – Manhattan, 2002. február 10.), amerikai énekes, dalszerző. Az 1960-as években reneszánszát élő akusztius folkzenének egyik meghatározó szereplője volt. Jelentős volt a hatása volt Bob Dylanra, Joni Mitchellre és Leonard Cohenre is.

## Pályafutása
New Yorkban, Brooklyn kerületben született. Tizenöt éves korától Queensben egy katolikus középiskolába járt. Ott egy úgynevezett barbershop acappella quartetben kezdett szerepelni, vagyis általában a fodrászatokban léptek fel. Még az érettségi előtt abbahagyta az iskolát, és bejárta Manhattan utcáit, majd Greenwich Village-be költözött. Rövid ideig tengerész volt, kereskedelmi hajókon lépett fel a New Yorkban. A blues felé fordult, amit közvetlenül olyanoktól hallott, mint Mississippi John Hurt és Furry Lewis. 
Élete nagy részét a New York-i Greenwich Village-ben töltötte, ahol gitártanárként dolgozott, és rendszeresen fellépett. 1997-ben megkapta az ASCAP életműdíjat. Egy radikális baloldali mozgalom támogatója lett a polgárjogi mozgalmak felizzása idején. A Negyedik Internacionálé Trockista Amerikai Bizottságánál tevékenykedett. Részt vett a Stonewall-i zavargásokban, letartóztatták és rövid időre bebörtönözték. 1974-ben részt vett Bob Dylan, Arlo Guthrie és Pete Seeger koncertjén, amelyet a chilei politikai menekültek támogatására szerveztek Augusto Pinochet államcsínyjét követően.
Évekig nem volt hajlandó repülőgépre ülni, soha nem tanult meg autót vezetni. Vonatokkal vagy autóbuszokon utazott, illetve ha lehetett, egy barátnőt vagy egy fiatal zenészt vett maga mellé sofőrnek. Soha nem volt hajlandó elköltözni Greenwich Village-ből.
utolsó koncertjét 2001 októberében adta. 2002 februárjában hunyt el vastagbélrák következtében.
2004-ben utcát nevezték el róla. Önéletrajza ihletet adott a Coen fivérek Inside Llewyn Davis című filmjéhez. 
A »Last Call«... úgy született, hogy Joni Mitchellel és Leonard Cohennel együtt tintázott Van Ronk, majd másnap a noteszében megtalálta a kész dalszöveget. Miután a kézírást egyikük sem ismerte fel, megszavazták, hogy valószínűleg Van Ronk írta.

## Stúdiólbumok
- 1959: Dave Van Ronk Sings Ballads, Blues, and a Spiritual
- 1961: Van Ronk Sings
- 1962: Dave Van Ronk, Folksinger
- 1963: In the Tradition
- 1964: Inside Dave Van Ronk
- 1964: Dave Van Ronk and the Ragtime Jug Stompers
- 1964: Just Dave Van Ronk
- 1966: No Dirty Names
- 1967: Dave Van Ronk and the Hudson Dusters
- 1971: Van Ronk
- 1973: Songs for Ageing Children
- 1976: Sunday Street
- 1980: Somebody Else, Not Me
- 1982: Your Basic Dave Van Ronk
- 1985: Going Back to Brooklyn
- 1990: Hummin' to Myself
- 1990: Peter and the Wolf
- 1992: Let No One Deceive You (Songs of Bertolt Brecht (Frankie Armstrong & Dave Van Ronk)
- 1994: To All My Friends in Far-Flung Places
- 1995: From... Another Time & Place
- 2001: Sweet & Lowdown
- 2005: The Mayor of MacDougal Street
- 2013: Down in Washington Square: The Smithsonian Folkways Collection

## Díjak
1997: ASCAP életműdíj

## Érdekesség
Joel és Ethan Coen „Inside Llewyn Davis” című 2013-as filmje egy folkzenész nehéz sorsát meséli el. A film Dave Van Ronk élettörténetén alapul.